# Malcolm Peyton
Malcolm C. Peyton (* 12. Januar 1932 in New York City; † 26. Januar 2025 in Lexington, Massachusetts) war ein US-amerikanischer Komponist, Musikpädagoge und Hochschullehrer.

## Werdegang
Peyton studierte Musik an der Princeton University. Er war Kompositionsschüler von Roger Sessions und Edward Cone und Klavierschüler von
Edward Steuermann. Mit einem Fulbright-Stipendium setzte er seine Ausbildung in Deutschland bei Wolfgang Fortner
fort. Am Tanglewood Music Center besuchte er Sommerkurse bei Aaron Copland und Irving Fine.
Er unterrichtete zeitgenössische Musik am New England Conservatory of Music. Zu seinen Schülern zählen u. a. Gamma Skupinsky, Elliott Miles McKinley, Rodney Lister, Lee Hyla, Pang Chun-ting, Daniel Shore und Randal Despommier. Er wirkte als Dirigent und Musiker an Konzerten in Boston und New York mit, u. a. an der The Composers Series in der Jordan Hall des New England Conservatory. Er erhielt Preise des National Endowment for the Arts, der Norlin Foundation und der American Academy of Arts and Letters.

## Werke
- Apostrophe für Chor, Solisten und Orchester
- Fantasies Concertantes für Orchester
- String Quartet No. 1
- String Quartet No. 2
- Four Songs from Shakespeare
- Songs from Walt Whitman
- Sonnets from John Donne